# Національна дорога 53 (Польща)
Національна дорога 53 (пол. Droga krajowa nr 53, DK53) — національна дорога класу GP та G протяжністю приблизно 123 км, розташована у Вармінсько-Мазурському та Мазовецькому воєводствах. Цей маршрут сполучає Ольштин з Остроленкою. Найважчим для водіїв є звивиста ділянка між Ольштином і Щитно.

## Клас дороги
Маршрут має параметри класу GP на ділянці Ольштин — Щитно — Розоги та параметри класу G на ділянці Розоги — Мишинець — Остроленка.

## Історія нумерації
Сучасний номер маршруту був наданий 14 лютого 1986 року. Раніше позначення невідоме — на тогочасних картах і дорожніх атласах артерія позначалася як так звана другорядна дорога, не вказуючи її номер.

## Міста, через які пролягає DK53
- Ольштин (національна дорога № 16, національна дорога № 51)
- Клевкі
- Пасим
- Щитно (DK57, DK58)
- Розоги (DK59)
- Домброви
- Мишинець
- Видмуси
- Кадзідло
- Дилево
- Остроленка (DK61)